# Moundou
Moundou je druhé největší město v Čadu a hlavní město regionu Logone Occidental. Město leží na řece Mbére, asi 475 kilometrů od N'Djameny. Moundou se stalo průmyslovým centrem, které je domovem pivovaru Gala, jenž produkuje nejznámější čadské pivo. Ve městě se také pěstuje bavlna a těží ropa.

## Doprava
Moundou leží na jedné z hlavních silnic v jižním Čadu. Kousek od města stojí letiště s dlážděnou ranvejí.

## Partnerská města
- Poitiers, Francie